# Heradsbygd Station
Heradsbygd Station (Heradsbygd stasjon) er en tidligere jernbanestation på Solørbanen, der ligger ved Heradsbygd i Elverum kommune i Norge.
Stationen åbnede 4. december 1910, da banen blev forlænget fra Flisa til Elverum. Oprindeligt hed den Heradsbygden, men navnet blev ændret til Heradsbygd i april 1921. Den blev nedgraderet til holdeplads 1. april 1965, men allerede to år efter, 28. maj 1967, blev den gjort ubemandet, hvorefter den havde status som trinbræt. Persontrafikken på banen blev indstillet 29. august 1994.
Stationsbygningen er opført i træ og er ligesom flere andre på strækningen tegnet af Harald Kaas. Der er i dag butik i bygningen. Spornettet er reduceret til et enkelt spor.